# William Rehnquist
William Hubbs Rehnquist (Milwaukee, 1º ottobre 1924 – Arlington, 3 settembre 2005) è stato un giurista statunitense.
Fu giudice associato della Corte Suprema degli Stati Uniti dal 1972 e il suo 16º Giudice Capo dal 1986 fino alla sua morte. Durante i suoi 33 anni di servizio alla Corte Rehnquist ha contribuito a spostare le posizioni del massimo organo giudiziario statunitense verso un tranquillo conservatorismo, con attenzione ai tradizionali diritti degli stati in opposizione al governo federale.
A seguito della scomparsa di Rehnquist, il presidente Bush ha designato suo successore il giudice John G. Roberts che, dal 29 settembre 2005 a seguito del voto di conferma in Senato, è diventato a tutti gli effetti il nuovo Giudice Capo della Corte Suprema degli Stati Uniti.

## La prima parte della vita
Rehnquist nacque a Milwaukee con il nome di William Donald Rehnquist e crebbe nel sobborgo di Shorewood. Suo padre, William Benjamin Rehnquist, era un agente di commercio; sua madre, Margery Peck Rehnquist, era una traduttrice e casalinga. Nel periodo in cui frequentava le scuole superiori Rehnquist cambiò il suo secondo nome in Hubbs, che era il cognome da nubile della sua nonna materna. I nonni paterni, Olof Andersson e Adolfina Ternberg, erano svedesi e si erano trasferiti negli Stati Uniti nel 1880.
Dopo essersi diplomato nel 1942 alla Shorewood High School, Renhquist frequentò il Kenyon College, a Gambier (Ohio) per un trimestre nell'autunno del 1942, prima di arruolarsi nell'aeronautica militare. Prestò servizio durante la seconda guerra mondiale a partire dal marzo 1943 in varie basi negli Stati Uniti. In questo periodo seguì un corso di meteorologia e nell'estate del 1945 fu trasferito in Africa settentrionale, dove svolse funzioni di osservatore meteorologico.
Dopo la fine della guerra, Rehnquist si iscrisse all'università di Stanford, utilizzando i sussidi previsti dalla legge a favore dei veterani ("G.I.Bill"), e nel 1948 si laureò in scienze politiche. Continuò gli studi all'università di Harvard e tornò poi alla facoltà di legge di Stanford, dove si laureò nella stessa classe di Sandra Day O'Connor, che molti anni dopo sarà sua collega alla Corte Suprema.

## Assistente alla Corte Suprema
All'inizio del 1952 il giudice della Corte Suprema Robert H. Jackson assunse Rehnquist come assistente per la sessione 1952-53.
Mentre la Corte stava esaminando l'importante caso Brown contro Board of Education (che sarebbe poi stato deciso nel 1954, dichiarando l'incostituzionalità della segregazione razziale nelle scuole), Rehnquist scrisse un memorandum in cui criticava la possibilità che i tribunali federali intervenissero contro la separazione razziale. Il memorandum, intitolato "Una riflessione casuale sui casi sulla segregazione" difendeva la dottrina "separati-ma-uguali":
"Mi rendo conto che questa è una posizione impopolare e disumanitaria, per la quale sono stato aspramente criticato dai colleghi 'progressisti', ma penso che Plessy contro Ferguson fosse giusta e debba essere confermata... All'argomento ... che a una maggioranza non può essere permesso di privare una minoranza dei suoi diritti costituzionali, si deve rispondere che mentre ciò è valido in teoria, alla fine è la maggioranza che determinerà quali siano i diritti costituzionali della minoranza."
In seguito, durante le udienze al Senato che nel 1971 doveva approvare la sua nomina alla Corte Suprema, e, nel 1986, a Giudice Capo, Rehnquist sostenne che il memorandum rifletteva le posizioni del giudice Jackson piuttosto che le sue. Questa affermazione fu contestata da Elsie Douglas, segretaria e confidente di Jackson; ma i documenti dei giudici William O. Douglas e Felix Frankfurter indicano che Jackson votò a favore della sentenza Brown nel 1954 solo dopo aver cambiato idea. In questa occasione Rehnquist dichiarò che "la pura e semplice affermazione che 'Plessy è giusta e deve essere riconfermata' non è una descrizione accurata della mia opinione all'epoca", ma riconobbe anche di aver difeso la sentenza Plessy in discussioni con gli altri assistenti dei giudici. Comunque, nella sua successiva attività di giudice, Rehnquist non fece nulla per indebolire o annullare la decisione nel caso Brown, e anzi spesso si basò su di essa come valido precedente.

## Attività privata
Il 29 agosto 1953 Rehnquist sposò Natalie "Nan" Cornell, che gli darà tre figli: James, Janet e Nancy. Natalie morirà nel 1991 per un tumore alle ovaie. Rehnquist si trasferì a Phoenix, in Arizona, dove esercitò la libera professione dal 1953 al 1969. In questo periodo militò nel partito repubblicano e fu consulente legale per la campagna di Barry Goldwater nelle elezioni presidenziali del 1964. Molti anni dopo, nel 1986, durante le udienze al Senato per la sua nomina a Giudice Capo, Rehnquist fu accusato di aver tentato di impedire il voto a elettori di colore, mentre era rappresentante di lista presso i seggi elettorali; ma tali accuse furono smentite da Vincent Maggiore, allora dirigente locale del partito democratico.

## Al Dipartimento della Giustizia
Divenuto Richard Nixon presidente degli Stati Uniti, eletto alle elezioni del 1968, Rehnquist tornò a lavorare a Washington. Fu nominato Procuratore generale Aggiunto per l'Ufficio di Consulenza Legale (Office of Legal Counsel); fu quindi il principale assistente legale del Procuratore generale John N. Mitchell. In diverse conversazioni registrate nello Studio Ovale, rese pubbliche in occasione dello scandalo Watergate, Nixon si riferisce a lui chiamandolo "Renchburg". A causa della sua posizione nel Dipartimento della Giustizia, negli anni successivi si pensò spesso che Rehnquist fosse il misterioso "Gola Profonda", la fonte anonima che aiutò le inchieste del Washington Post sullo scandalo (queste speculazioni ebbero fine dopo che Bob Woodward rivelò che "Gola Profonda" era William Mark Felt, vicedirettore dell'FBI).

## Giudice alla Corte Suprema

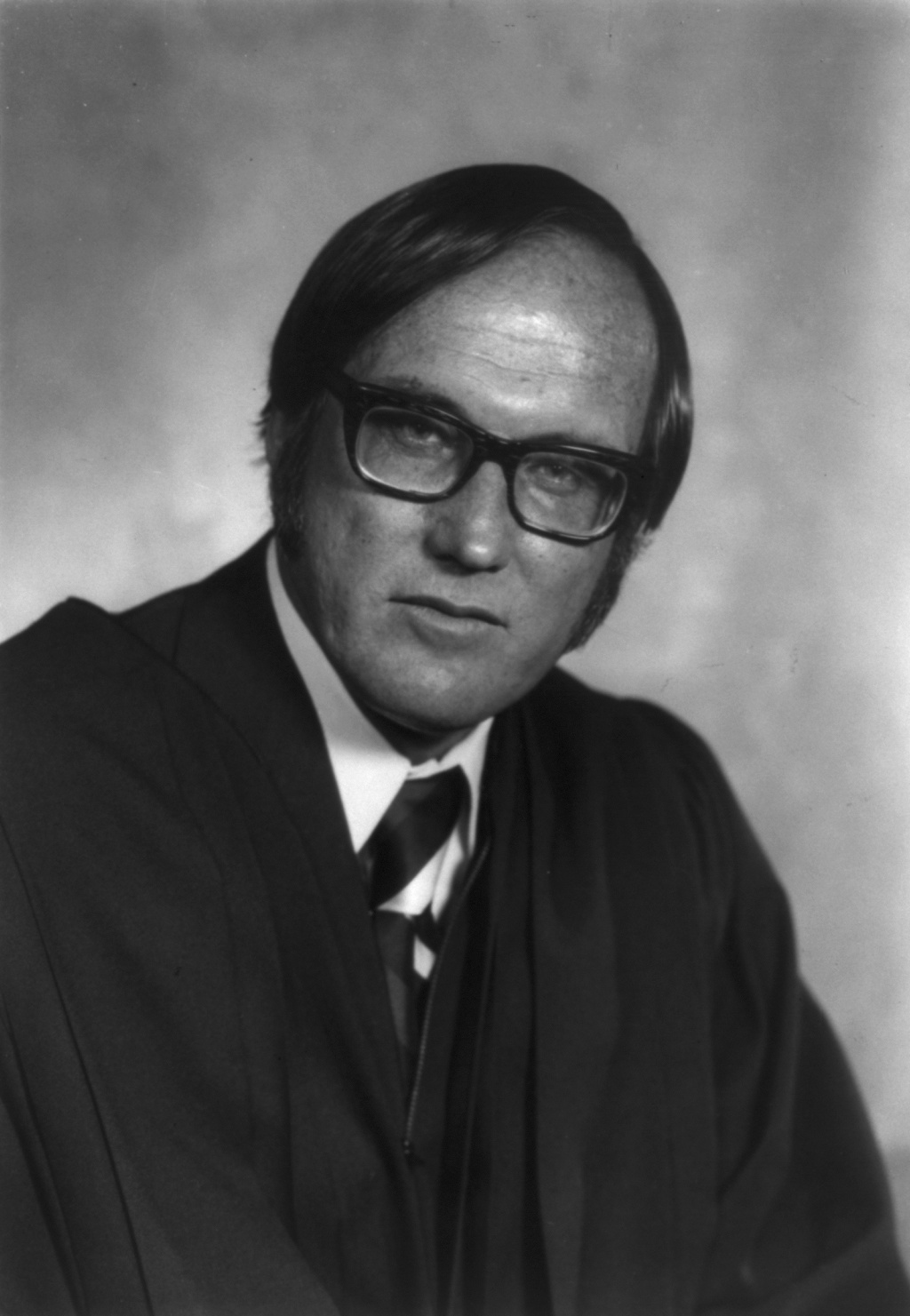
Ritratto fotografico di Rehnquist da Giudice Associato nel 1972.

Nixon nominò Rehnquist Giudice Associato alla Corte Suprema, in sostituzione di John Marshall Harlan II che era andato in pensione nel settembre 1971. Nixon, al posto di Harlan, intendeva nominare Mildred Lillie, giudice di stato in California, che sarebbe stata la prima donna a raggiungere la Corte Suprema; ma rinunciò poiché la Lillie non appariva all'altezza dell'incarico. La nomina di Rehnquist fu confermata dal Senato il 10 dicembre 1971 con un voto di 68 a 26, e Rehnquist prese possesso del suo seggio alla Corte il 7 gennaio 1972. Insieme a lui entrò in carica anche Lewis Powell, che era stato nominato per l'altro seggio allora vacante.
Rehnquist si rivelò presto come il più conservatore tra i giudici nominati da Nixon alla Corte Suprema. Interpretò il quattordicesimo emendamento in modo restrittivo e fu riluttante a limitare i poteri dello stato nei confronti dei cittadini. Votò contro l'espansione dei programmi di desegregazione nelle scuole, e dissentì dalla sentenza Roe contro Wade (1973) che dichiarava l'aborto non in contrasto con la Costituzione. Votò inoltre a sostegno della preghiera nelle scuole, della pena capitale, e favorì l'autonomia degli stati rispetto al governo federale. Poco incline al compromesso, Rehnquist era spesso l'unico dissenziente dalle decisioni della Corte in questo periodo, e si guadagnò il nomignolo di "Lone Ranger". Cercò attivamente di promuovere il suo programma conservatore all'interno della Corte, specialmente nell'area del federalismo, e spesso votò insieme al Giudice Capo Warren Burger, che condivideva in buona parte le sue tendenze conservatrici.
Espresse la sua opinione sulla Equal Protection Clause (Clausola di Pari Protezione) in casi come Trimble contro Gordon, 430 U.S. 762 (1977), in cui la Corte dichiarava illegittima una legge che discriminava tra figli maschi e femmine riguardo all'eredità:
"Sfortunatamente, più di un secolo di decisioni prese in base a questa disposizione del Quattordicesimo Emendamento hanno prodotto ... una sindrome nella quale questa Corte sembra considerare la Equal Protection Clause come un gatto a nove code da conservare nell'armadio giudiziario come minaccia per quei parlamenti che, secondo le vedute dei tribunali, si lasciano andare ad approvare leggi "arbitrarie", "illogiche" o "irragionevoli". Ad eccezione dell'area in cui i Costituenti ovviamente intendevano che fosse applicata - e cioè la classificazione basata sulla razza o sull'origine nazionale, prima cugina della razza - le decisioni della Corte possono essere onestamente descritte come il tentativo senza fine di rabberciare le valutazioni discrezionali del legislativo, una serie di conclusioni non sostenute da alcun principio guida centrale."
Ma diciannove anni dopo Rehnquist approvò la decisione secondo cui il Virginia Military Institute non poteva rifiutare l'ammissione alle donne (United States contro Virginia, 1996), in quanto in contrasto con la Equal Protection Clause. Rehnquist restò scettico riguardo alla giurisprudenza della Corte in questa materia; alcune delle sue opinioni favorevoli all'eguaglianza risultavano dall'applicazione di leggi ordinarie piuttosto che della Costituzione. Ad esempio, in Meritor Savings Bank v. Vinson (1986), Rehnquist riconobbe il diritto di intentare un'azione legale per discriminazioni o molestie sessuali nell'ambiente di lavoro, anche per danni psicologici, basandolo sul titolo VII della Legge sui Diritti Civili.
Rehnquist scrisse la sentenza nel caso Diamond contro Diehr (1981), che aprì la strada alla possibilità di brevettare il software, superando la decisione in Parker contro Flook (1978), scritta dal giudice Stevens, che andava in direzione contraria. Nel caso Sony Corp. of America v. Universal City Studios (1984), riguardante la responsabilità dei produttori di videoregistratori per violazioni del diritto d'autore, Stevens scrisse la sentenza, che permetteva ampie possibilità di libero utilizzo di questi apparecchi; Rehnquist condivise l'opinione dissenziente, che prevedeva una protezione più forte del diritto d'autore. Molti anni dopo, in Eldred contro Ashcroft (2003), sulla legittimità dell'estensione della durata dei diritti d'autore, Rehnquist fece parte della maggioranza che favoriva la posizione dei titolari dei diritti, con Stevens in dissenso, a favore di un'interpretazione più restrittiva della protezione degli autori.
Per un lungo periodo, dall'inizio degli anni settanta fino al 1981, Rehnquist utilizzò un sedativo, l'etclorvinolo (Placydil), prescrittogli dal dottor Freeman H. Cary per combattere insonnia e dolori alla schiena, in dosi eccedenti i limiti consigliati. Il 27 dicembre 1981 Rehnquist fu ricoverato all'ospedale della George Washington University per un trattamento contro i dolori alla schiena e la dipendenza da Placydil; durante il ricovero fu colpito da una crisi da astinenza, che gli causò allucinazioni e paranoia. Nell'anno precedente aveva avuto disturbi del linguaggio, ma non risulta che abbia avuto disturbi di altro genere, né che il suo lavoro di giudice ne abbia risentito.

## Giudice Capo

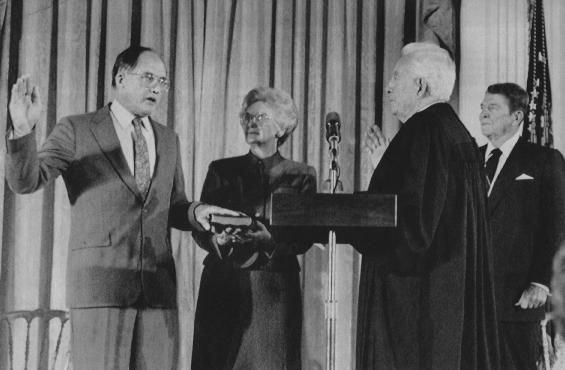
William Rehnquist (a sinistra) pronuncia il giuramento con il quale diveniva Giudice Capo, impartitogli dal suo predecessore Warren Burger alla Casa Bianca nel 1986, mentre sua moglie, Natalie, sorregge la Bibbia e il presidente Reagan osserva.

Quando il Giudice Capo Warren Earl Burger decise di ritirarsi nel 1986, il presidente Reagan scelse Rehnquist per sostituirlo. Nonostante le controversie che questa decisione suscitò, il Senato confermò la nomina con un voto di 65 a 33, e Rehnquist entrò in carica il 26 settembre. Allo stesso tempo, Antonin Scalia subentrò a Rehnquist come giudice associato.
Negli anni seguenti, le sostituzioni di giudici progressisti con altri di orientamento più conservatore provocarono un'evoluzione della giurisprudenza della Corte in senso conservatore, e l'influenza di Rehnquist, non più isolato in una Corte di tendenza progressista, aumentò. La Corte prese a limitare i poteri federali a vantaggio degli stati, assunse una visione meno espansiva dei diritti civili, un atteggiamento meno garantista nei casi penali, e un'interpretazione più flessibile del principio di separazione tra stato e chiesa. Tuttavia non giunse ad annullare alcune importanti, ma controverse, decisioni caratteristiche delle precedenti tendenze progressiste, come Miranda contro Arizona o Roe contro Wade.
I due eventi più rilevanti del mandato di Rehnquist furono il processo per impeachment del presidente Clinton, e la decisione nel caso Bush contro Gore che risolse le elezioni presidenziali del 2000 a favore del primo. Nel 1999 Rehnquist, come prescritto dalla Costituzione, presiedette il processo al Senato che doveva decidere sulla destituzione di Bill Clinton dalla presidenza, e fu il secondo Giudice Capo a svolgere questo ruolo; il solo precedente era stato quello di Salmon P. Chase, che aveva presieduto il processo per l'impeachment del presidente Andrew Johnson nel 1868. Nel 2000 Rehnquist scrisse un'opinione nel caso Bush contro Gore che concordava con la decisione della Corte a favore di George W. Bush; l'opinione affermava che la Equal Protection Clause proibiva il riconteggio manuale ordinato dalla Corte Suprema della Florida in quanto non basato su un criterio valido per la verifica delle schede.
Nella sua qualità di Giudice Capo, Rehnquist amministrò il giuramento del Presidente nelle cerimonie inaugurali di George H.W. Bush, Bill Clinton (due volte) e George W. Bush (due volte).

### Il recupero del federalismo
Nel periodo in cui Rehnquist fu Giudice Capo, la Corte, con il suo contributo e quello di altri giudici conservatori, sviluppò una chiara tendenza a limitare i poteri del governo federale a vantaggio degli stati.
Rehnquist votò con la maggioranza in City of Boerne contro Flores (1997), e in seguito avrebbe utilizzato più volte questa decisione come precedente per imporre al Congresso di adeguarsi all'interpretazione del Quattordicesimo emendamento definita dalla Corte. Boerne stabiliva che le leggi approvate dal Congresso per applicare le disposizioni del Quattordicesimo emendamento (compresa la Equal Protection Clause) dovevano "dimostrare congruenza e proporzionalità tra l'illecito da prevenire o rimediare e i mezzi adottati a tale fine". Questo criterio sostituì la cosiddetta dottrina del nottolino (ratchet theory) che era stata enunciata in Katzenbach contro Morgan (1966), in base alla quale il Congresso poteva espandere i diritti civili oltre quelli che la Corte aveva riconosciuto, ma non poteva limitare o sopprimere i diritti riconosciuti dal potere giudiziario. In base all'opinione di maggioranza scritta dal giudice Anthony Kennedy, con cui Rehnquist concordò:
Una parte di quanto contenuto nella nostra sentenza in Katzenbach contro Morgan, 384 U.S. 641 (1966) potrebbe essere interpretata nel senso di riconoscere al Congresso il potere di emanare leggi che espandono i diritti contenuti nel primo paragrafo del Quattordicesimo Emendamento. Questa, tuttavia, non è un'interpretazione necessaria, o nemmeno la migliore... Se il Congresso potesse definire da sé i propri poteri alterando il significato del Quattordicesimo Emendamento, allora la Costituzione non sarebbe più "suprema e insuperabile legge, inalterabile con i mezzi ordinari".
Il criterio di congruenza e proporzionalità così enunciato rese più facile la riapplicazione di precedenti più antichi che limitavano il potere del Congresso di far rispettare il principio di uguaglianza di fronte alla legge.
Uno dei più importanti sviluppi della giurisprudenza della Corte sotto la presidenza di Rehnquist fu il rafforzamento e l'estensione della dottrina dell'immunità sovrana, con la conseguenza di limitare il potere del Congresso di assoggettare gli stati alla possibilità di essere citati in giudizio da privati per danni. Anche se l'Undicesimo Emendamento, nella sua formulazione letterale, garantisce agli stati l'immunità da cause loro intentate da cittadini di altri stati, la Corte spesso estese questo principio alle cause contro uno stato intentate da cittadini dello stesso stato. Nel caso Alden contro Maine (1999) la Corte sostenne che l'autorità di assoggettare gli stati ad azioni legali da parte di privati non discende da alcuno dei poteri congressuali esplicitamente elencati nell'articolo uno della Costituzione, e non si può nemmeno ricavare dalla Necessary and proper clause. Rehnquist concordò con l'opinione scritta dal giudice Kennedy secondo cui:
Né possiamo concludere che gli specifici poteri delegati al Congresso dall'Articolo Uno includano, in virtù della Necessary and Proper Clause o altrimenti, l'autorità inerente di sottoporre gli Stati ad azioni legali da parte di privati come mezzo di conseguire obiettivi che peraltro sono compresi nell'ambito dei poteri enumerati.
La Corte riconobbe che con alcuni tra gli emendamenti alla Costituzione (tra cui il Quattordicesimo) si era inteso conferire al Congresso il potere di abrogare l'immunità sovrana; pertanto il Congresso poteva autorizzare le azioni legali per risarcimento danni in base, ad esempio, al suo potere di far applicare il Quattordicesimo emendamento, che comprende la Equal Protection Clause. Tuttavia la Corte pose dei limiti a questo potere. Ad esempio, nei casi Kimel contro Florida Board of Regents (2000) e Board of Trustees of the University of Alabama contro Garrett (2001), la Corte decise che il Congresso non poteva abrogare l'immunità sovrana degli stati in base alla Equal Protection Clause, in casi di discriminazione razionalmente basata su differenze di età o disabilità:
Gli stati possono discriminare sulla base dell'età senza offendere il Quattordicesimo Emendamento se la classificazione basata sull'età è razionalmente collegata a un legittimo interesse dello stato.
Il Quattordicesimo Emendamento non richiede agli stati di provvedere in modo speciale alle necessità dei disabili [loro dipendenti], purché le loro azioni verso tali individui siano razionali.
Rehnquist condusse la Corte verso un'interpretazione più limitata dei poteri di regolamentazione delle attività economiche che la Commerce Clause della Costituzione assegna al Congresso. Ad esempio, egli scrisse la sentenza nel caso United States contro Lopez, 514 U.S. 549 (1995), con cui si dichiarava incostituzionale una legge federale che proibiva a persone armate l'accesso agli immobili adibiti a scuola o alle loro immediate vicinanze. Il governo federale sosteneva che il Congresso poteva imporre un tale divieto perché la presenza di persone armate nelle scuole influenzava indirettamente le condizioni economiche della zona, ma la maggioranza della Corte respinse questa interpretazione. Come Rehnquist scrisse:
Per accettare le tesi del governo [federale], dovremmo accumulare conclusioni su conclusioni in un modo che in prospettiva porterebbe a trasformare l'autorità del Congresso derivante dalla Commerce Clause in un potere generale di polizia del tipo riservato agli stati. È ben vero che alcuni dei nostri casi del passato si sono spinti molto avanti su quella strada, mostrando grande rispetto per le azioni del Congresso... La formulazione permissiva di quelle opinioni ha suggerito la possibilità di ulteriori espansioni, ma ora ci rifiutiamo di procedere oltre.
A Lopez seguì United States contro Morrison, 529 U.S. 598 (2000), che aveva per oggetto la costituzionalità di una legge federale che combatteva le violenze contro le donne. La maggioranza della Corte, in un'opinione scritta da Rehnquist, annullò le disposizioni della legge sul risarcimento danni poiché avevano ad oggetto comportamenti privi di una relazione significativa con il commercio interstatale. L'opinione di Rehnquist inoltre respinse un'argomentazione che citava la Equal Protection Clause a sostegno della validità della legge.
La tendenza federalista avviata dai casi Lopez e Morrison subì una battuta d'arresto in Gonzales contro Raich (2005), in cui la Corte interpretò espansivamente i poteri del Congresso di regolare le attività economiche, permettendogli di proibire la coltivazione di cannabis per uso medico su scala locale. Rehnquist tuttavia dissentì da questa decisione, insieme ai giudici O'Connor e Thomas.
Rehnquist scrisse l'opinione di maggioranza in South Dakota contro Dole (1987), che confermava il diritto del Congresso di ridurre i finanziamenti agli stati che non si adeguavano al limite nazionale che poneva a 21 anni l'età minima per il consumo di alcolici. Questa interpretazione ampia del potere di bilancio del Congresso fu vista come un'importante limitazione alla tendenza della Corte verso la ridistribuzione del potere dal governo federale agli stati.

### Stare decisis
Nonostante la tendenza conservatrice della sua giurisprudenza sotto la presidenza di Rehnquist, la Corte si rifiutò di annullare alcune decisioni controverse che interpretavano in modo estensivo le garanzie costituzionali. Tra queste spiccano Roe contro Wade e Miranda contro Arizona.
Rehnquist nel 1973 si era opposto con forza alla decisione in Roe contro Wade, che aveva dato protezione costituzionale all'aborto. Nel 1992 il suo principio fondamentale fu confermato di stretta misura, con un voto di 5 a 4, nel caso Planned Parenthood contro Casey, con una sentenza largamente basata sulla dottrina dello stare decisis. In dissenso dalla maggioranza, Rehnquist criticò la Corte per la sua "versione di nuovo conio dello stare decisis" e sostenne "che la decisione in Roe fu errata, e che essa può e dovrebbe essere annullata senza che ciò costituisca una contraddizione con il nostro tradizionale approccio allo stare decisis nei casi costituzionali".
Rehnquist non esitava ad applicare lo stare decisis quando credeva che ciò fosse corretto. Ad esempio, in Dickerson contro United States (2000), votò per confermare la famosa decisione in Miranda contro Arizona del 1966 (secondo cui chiunque sia arrestato deve essere informato dei suoi diritti prima di essere interrogato), basandosi non solo sul principio del rispetto dei precedenti, ma anche sulla sua convinzione "che il test della totalità delle circostanze, rispetto a Miranda, è più difficile da rispettare per i responsabili dell'ordine pubblico e più difficile da applicare in modo coerente per i tribunali".
Poco dopo questa decisione, la Corte esaminò il caso Stenberg v. Carhart (2000), riguardante la costituzionalità di una legge che proibiva il cosiddetto "aborto a nascita parziale". Anche in questo caso la Corte, con la ristretta maggioranza di 5 a 4, annullò la legge, e nuovamente Rehnquist dissentì sostenendo che la decisione non doveva essere basata esclusivamente sullo stare decisis: "Non ho condiviso l'opinione congiunta in Planned Parenthood of Southeastern Pa. v. Casey, 505 U.S. 833 (1992), e continuo ad essere convinto che il caso è stato deciso in modo errato".

### I diritti degli omosessuali
Durante la presidenza di Rehnquist, la Corte decise alcuni casi importanti riguardanti i diritti degli omosessuali. Tra questi vi fu Romer contro Evans (1996). Lo stato del Colorado aveva approvato un emendamento alla sua costituzione che secondo la maggioranza della Corte avrebbe impedito alle città e alle contee dello stato di prendere qualunque provvedimento per proteggere i cittadini omosessuali da discriminazioni basate sul loro orientamento sessuale: la Corte pertanto lo annullò. Rehnquist si unì all'opinione dissenziente, scritta dal giudice Scalia, secondo cui la costituzione federale è silente su tale argomento, e quindi "bisogna lasciare che venga risolto con i normali mezzi democratici... Le leggi di carattere generale che proibiscono le discriminazioni arbitrarie continuerebbero a proibire anche la discriminazione sulla base di comportamenti omosessuali... L'emendamento proibisce trattamenti speciali degli omosessuali, e nulla più"; il dissenso citava il precedente (allora ancora valido) di Bowers contro Hardwick (1986), che permetteva agli stati di punire penalmente i comportamenti omosessuali: "Se è razionale criminalizzare tale condotta, sicuramente lo è anche il negare una speciale protezione a coloro che manifestano la tendenza o il desiderio di intraprendere tale condotta."
La Corte annullò la sentenza Bowers nel caso Lawrence v. Texas (2003), in cui Rehnquist nuovamente dissentì insieme a Scalia e Thomas. La decisione nel caso Romer, che sembrava raggiungere l'inesplicabile conclusione che gli stati potevano approvare leggi contro la sodomia tra omosessuali ma non potevano nelle loro costituzioni negare agli omosessuali diritti di altro genere, fu notevolmente chiarita dalla sentenza Lawrence.
Rehnquist scrisse la sentenza nel caso Boy Scouts of America contro Dale (2000), che confermò il diritto dei Boy Scouts di espellere un istruttore omosessuale, in base alla libertà di associazione garantita dal Primo Emendamento della costituzione. Rehnquist scrisse:
"Non siamo, e non dobbiamo essere, guidati dalle nostre opinioni sul fatto che gli insegnamenti dei Boy Scouts riguardo ai comportamenti omosessuali siano giusti o sbagliati; la disapprovazione del pubblico o dei tribunali riguardo a un principio manifestato da un'organizzazione non giustifica l'azione con cui lo stato costringe l'organizzazione stessa ad accettare un socio, quando tale accettazione porta detrimento al messaggio espresso dall'organizzazione. Mentre la legge è libera di promuovere ogni sorta di condotta che sostituisca comportamenti dannosi, essa non è libera di interferire con la [libertà di] parola soltanto per il desiderio di promuovere un messaggio che approva o per scoraggiare uno che disapprova, per quanto illuminato l'uno o l'altro dei due scopi appaia allo stato".
Rehnquist a volte giunse a decisioni favorevoli agli omosessuali, ad esempio quando votò per permettere a un dipendente omosessuale di ricorrere contro le politiche di gestione del personale della CIA, per permettere le cause per molestie sessuali tra persone dello stesso sesso, e per confermare la politica dell'università del Wisconsin-Madison secondo cui gli studenti dovevano pagare una quota i cui proventi erano distribuiti a gruppi gay, oltre che a tutte le altre organizzazioni studentesche.

### Stato e religione
Rehnquist sostenne un'interpretazione non rigorosa del principio di separazione tra stato e chiesa, che permetteva un maggiore sostegno governativo alle organizzazioni religiose e una più ampia presenza di simboli ed elementi religiosi in contesti pubblici. Ad esempio, in Lee contro Weisman (1992), Rehnquist dissentì dalla decisione che proibiva la recitazione di preghiere durante la cerimonia di consegna dei diplomi nelle scuole pubbliche. In Rosenberger contro University of Virginia (1995), condivise la sentenza secondo cui un'università pubblica che finanzia giornali studenteschi non può rifiutare tali finanziamenti a un giornale religioso.
Nel caso Zelman contro Simmons-Harris (2002), con un voto di 5 a 4 la Corte approvò un programma dello stato dell'Ohio per la distribuzione di buoni scuola a famiglie a basso reddito, che potevano essere utilizzati anche presso scuole religiose (e, di fatto, lo erano nella grande maggioranza dei casi). La sentenza, scritta da Rehnquist, confermava la legittimità costituzionale di questa iniziativa in quanto i buoni erano distribuiti direttamente alle famiglie, che erano libere di utilizzarli presso scuole, pubbliche o private, di loro scelta tra quelle partecipanti al programma:
In conclusione, il programma dell'Ohio è del tutto neutrale per quanto riguarda la religione. Esso fornisce sussidi direttamente a un ampio spettro di persone, individuate soltanto in base a un bisogno economico e alla residenza in un particolare distretto scolastico. Permette a tali persone di esercitare una scelta genuina tra opzioni pubbliche e private, laiche e religiose. Il programma è pertanto un programma di vera scelta privata... Secondo il nostro giudizio il programma non offende la Establishment Clause.
Nel caso Van Orden contro Perry (2005), Rehnquist scrisse l'opinione di maggioranza relativa, secondo cui la presenza di un monumento ai dieci comandamenti nel parco del Campidoglio dello stato del Texas non era incostituzionale, poiché il monumento, in quel contesto, trasmette un messaggio di carattere storico e sociale piuttosto che religioso:
I nostri casi, alla maniera di Giano, puntano in due opposte direzioni nell'applicare la Establishment Clause. Una faccia guarda verso il forte ruolo che la religione e le tradizioni religiose hanno giocato nella storia della nostra nazione... L'altra guarda verso il principio che l'intervento governativo nelle questioni religiose può in se stesso mettere in pericolo la libertà religiosa.
Contemporaneamente Rehnquist dissentì dalla decisione in McCreary County contro ACLU of Kentucky, che dichiarò l'illegittimità dell'esposizione dei dieci comandamenti in un'aula di tribunale.

## Malattia e morte
Il 26 ottobre 2004 l'ufficio stampa della Corte Suprema comunicò che Rehnquist era stato colpito da un tumore alla tiroide. Rehnquist non apparve più in pubblico fino al 20 gennaio 2005, quando impartì il giuramento presidenziale a George W. Bush. In quella occasione la precarietà delle sue condizioni di salute apparve evidente: Rehnquist giunse alla cerimonia camminando lentamente appoggiandosi a un bastone, e se ne andò subito dopo il giuramento.
Dopo essere stato assente alle udienze della Corte per diversi mesi, Rehnquist riprese a parteciparvi il 21 marzo 2005. Nel frattempo aveva continuato a lavorare da casa, anche se a ritmo ridotto.
Il 1º luglio 2005 Sandra Day O'Connor annunciò il suo pensionamento dalla carica di Giudice Associato, dopo essersi consultata con Rehnquist, che le aveva detto che non intendeva ritirarsi. Ma Rehnquist morì nella sua casa di Arlington il 3 settembre, esattamente quattro settimane prima del suo ottantunesimo compleanno; Rehnquist fu così il primo membro della Corte Suprema a morire in carica dopo Robert H. Jackson, nel 1954. La salma fu esposta al pubblico nel palazzo della Corte e il 7 settembre si tenne il funerale con rito luterano, nella cattedrale cattolica di San Matteo Apostolo a Washington; gli elogi funebri furono tenuti da George W. Bush e da Sandra Day O'Connor. Fu poi sepolto con una cerimonia privata nel cimitero nazionale di Arlington, accanto a sua moglie Nan.

## Successione alla carica di Giudice Capo
La morte di Rehnquist, avvenuta circa due mesi dopo che la O'Connor aveva annunciato il suo pensionamento, lasciò due seggi vacanti alla Corte. Il presidente Bush, che in sostituzione della O'Connor aveva nominato John G. Roberts, decise che questi avrebbe invece preso il posto di Rehnquist come Giudice capo. La nomina di Roberts fu confermata dal Senato il 29 settembre, qualche giorno prima dell'inizio della sessione annuale della Corte. Roberts era stato assistente di Rehnquist nella sessione 1980-1981.

## Opere
- Grand Inquests: The Historic Impeachments of Justice Samuel Chase and President Andrew Johnson. New York, Knopf Publishing Group, 1992.
- All the Laws but One: Civil Liberties in Wartime. New York, William Morrow & Co, 1998.
- The Supreme Court: How It Was, How It Is. New York, William Morrow & Co, 1987 (Edizione rivista: The Supreme Court: A new edition of the Chief Justice's classic history. New York, Knopf Publishing Group, 2001).
- The Centennial Crisis: The Disputed Election of 1876. New York, Knopf Publishing Group, 2004.